# Руасар
Руассар (фр. Roissard) — коммуна во Франции, находится в регионе Рона — Альпы. Департамент коммуны — Изер. Входит в состав кантона Матезин-Триев. Округ коммуны — Гренобль.
Код INSEE коммуны — 38342. Население коммуны на 1999 год составляло 193 человека. Населённый пункт находится на высоте от 486 до 1800 метров над уровнем моря. Муниципалитет расположен на расстоянии около 510 км юго-восточнее Парижа, 120 км юго-восточнее Лиона, 35 км южнее Гренобля. Мэр коммуны — Christophe Drure, мандат действует на протяжении 2001—2008 гг.
Динамика населения (INSEE):